# Снежанка (салата)
Вижте пояснителната страница за други значения на Снежанка.
„Снежанка“ (сух таратор) е българска традиционна салата. Тя възниква и еволюира като изделие на българското държавно обединение „Балкантурист“ в края на 1970-те години.
Сродна е с гръцката салата дзадзики, с турската джаджък и на подобни в сръбската, македонска и др. балкански кухни. Подобна салата, но приготвяна със сметана, е полската мизерия.

## Продукти и начин на приготвяне
За приготвянето на салата „Снежанка“ са необходими следните продукти:
- кисели краставички (през лятото се използват пресни вместо кисели краставички).
- изцедено кисело мляко
- чесън
- сол
- зехтин или растително олио
- копър
- смлени орехови ядки

Приготвя се, като към ситно нарязаните или настъргани краставички се добави изцедено кисело мляко. Добавя се ситно нарязан или счукан чесън (на вкус), ситно нарязан копър, малко сол и олио, и сместа се разбърква добре. Може да се добавят и смлени орехи. Украсява се със стръкче пресен копър.